# Polónyi István (építőmérnök)
Polónyi István (Gyula, 1930. július 6. – Köln, 2021. április 9.) németországi magyar építőmérnök, egyetemi tanár, az MTA külső tagja.

## Életpályája
Építőmérnöki tanulmányokat folytatott a Budapesti Műszaki és Gazdaságtudományi Egyetemen. 1956-ban Kölnbe távozott, és a következő évben megnyitotta irodáját Stefan Polónyi & Partner néven. 
1965-ben a berlini Műszaki Egyetem mérnökprofesszora lett, majd 1971-től a Dortmundi Műszaki Egyetemen töltötte be ugyanezt a pozíciót. Ott dolgozta ki a mérnökök és építészek közös képzésének "dortmundi modelljét".
2007-ben az MTA külső tagjává választották.

## Díjai, kitüntetései
- Gyula város díszpolgára: 2021[3]
- Palotás-díj (Fédération Internationale de la Précontrinte magyar tagozata): 2009
- Renault Trafic Design Award: 2001
- Award JABSE: 2000
- Német Építész- és Mérnökszövetség nagydíja: 1998
- AIV Köln Plakettje: 1997
- Médaille de la Recherce et de la Technique (Akadémie Architecture Paris): 1993
- Európai Vasépítési Díj: 1987
- Európai Vasépítési Díj: 1978
- Európai Vasépítési Díj: 1977

## Fordítás
- Ez a szócikk részben vagy egészben  a   Stefan Polónyi című angol Wikipédia-szócikk fordításán alapul.  Az eredeti cikk szerkesztőit annak laptörténete sorolja fel. Ez a jelzés csupán a megfogalmazás eredetét és a szerzői jogokat jelzi, nem szolgál a cikkben szereplő információk forrásmegjelöléseként.